# America’s Next Top Model
America’s Next Top Model este un concurs de frumusețe în mai multe etape, transmis de postul TV "United Paramount Network", emisiunea este moderată de Tyra Banks. În Germania există o emisiune TV asemănătoare numită Germany’s Next Topmodel, ea fiind moderată de Heidi Klum.

## Situația pe etape
Locul 1
     Locul 2
     Locul 3
| Etapa | Data transmisiei                                                        | Comisie ( și Tyra Banks)                                | Finaliste                                                            | Restul candidatelor (în ordine ierarhică) | Locul concursului        |
| ----- | ----------------------------------------------------------------------- | ------------------------------------------------------- | -------------------------------------------------------------------- | --- | ------------------------ |
| 1     | Statele Unite ale Americii 20. Mai 2003 Germania 9. Januar 2007         | Janice Dickinson, Kimora Lee Simmons, Beau Quillian     | Adrianne Curry Shannon Stewart Elyse Sewell                          | Tessa Carlson, Katie Cleary, Nicole Panattoni, Ebony Haith, Giselle Samson, Kesse Wallace, Robynne "Robin" Manning | Paris, Franța            |
| 2     | Statele Unite ale Americii 13. Januar 2004 Germania 7. Januar 2008      | Janice Dickinson, Nigel Barker, Eric Nicholson          | Yoanna House Mercedes Scelba-Shorte Shandi Sullivan                  | Anna Bradfield, Bethany Harrison, Heather Blumberg, Jenascia Chakos, Xiomara Frans, Catie Anderson, Sara Racey-Tabrizi, Camille McDonald, April Wilkner                                                                              | Milano, Italia           |
| 3     | Statele Unite ale Americii 22. September 2004 Germania 7. Juli 2008     | Janice Dickinson, Nigel Barker, Nolé Marin              | Eva Pigford Carama "Yaya" DaCosta-Johnson "DaCosta" Amanda Swafford  | Magdalena Rivas, Leah Darrow, Julie Titus, Kristi GRomamet, Jennipher Frost, Kelle Jacob, Cassie Grisham, Toccara Jones, Nicole Borud, Norelle Van Herk, Ann Markley                                                                 | Tokio, Japonia           |
| 4     | Statele Unite ale Americii 2. März 2005 Germania 27. Oktober 2008       | Janice Dickinson, Nigel Barker, Nolé Marin              | Naima Mora Kahlen Rondot Keenyah Hill                                | Brita Petersons, Sarah Dankelman, Brandy Rusher, Noelle Staggers, Lluviana "Lluvy" Gomez, Rebecca Epley & Tiffany Richardson, Tatiana Dante, Michelle Deighton, Christina Murphy, Brittany Brower                                    | Cape Town, Africa de Sud |
| 5     | Statele Unite ale Americii 21. September 2005 Germania 13. Juli 2009    | Twiggy, Nigel Barker, Jay Alexander                     | Nicole Linkletter Erika "Nik" Pace Bre Scullark                      | Ashley Black, Ebony Taylor, Cassandra Whitehead (schied freiwillig aus), Sarah Rhoades, Diane Hernández, Coryn Woitel, Kyle Kavanagh, Lisa D'Amato, Kimberly "Kim" Stolz, Jayla Rubinelli                                            | London, Marea Britanie   |
| 6     | Statele Unite ale Americii 8. März 2006 Germania 12. April 2010         | Twiggy, Nigel Barker, Jay Alexander                     | Danielle "Dani" Evans Joan Ann "Joanie" Dodds Jade Cole              | Katherine "Kathy" Hoxit, Wendy Wiltz, Kari Schmidt, Gina Choe, Mollie Sue Steenis-Gondi, Alejandra "Leslie" Mancia, Brooke Staricha, Nnenna Agba, Furonda Brasfield, Sara Albert                                                     | Bangkok, Thailanda       |
| 7     | Statele Unite ale Americii 20. September 2006 Germania 11. Oktober 2010 | Twiggy, Nigel Barker, Jay Alexander                     | CariDee English Melissa Rose "Melrose" Bickerstaff Eugena Washington | Christian Evans, Megan Morris, Monique Calhoun, Megg Morales, Alexandra Jean "A.J." Stewart, Brooke Miller, Anchal Joseph, Jaeda Young, Michelle Babin, Amanda Babin                                                                 | Barcelona, Spania        |
| 8     | Statele Unite ale Americii 28. Februar 2007 Germania 14. Januar 2011    | Twiggy, Nigel Barker, Jay Alexander                     | Jaslene Gonzalez Natalia "Natasha" Galkina Renee Alway               | Kathleen DuJour, Samantha Francis, Cassandra Watson, Felicia Provost, Diana Zalewski, Sarah VonderHaar, Whitney Cunningham, Jael Strauss, Brittany Hatch, Dionne Walters                                                             | Sydney, Australia        |
| 9     | Statele Unite ale Americii 19. September 2007                           | Twiggy, Nigel Barker, Jay Alexander                     | Saleisha Stowers Chantal Jones Jenah Doucette                        | Lyudmila "Mila" Bouzinova, Kimberly Leemans, Victoria Marshman, Janet Mills, Ebony Morgan (schied freiwillig aus), Sarah Hartshorne, Ambreal Williams, Lisa Jackson, Heather Kuzmich, Bianca Golden                                  | Shanghai/Peking, China   |
| 10    | Statele Unite ale Americii 20. Februar 2008                             | Nigel Barker, Jay Alexander, Paulina Porizkova          | Whitney Thompson Anya Kop Fatima Siad                                | Kimberly Rydzewski (schied freiwillig aus), Atalya Slater, Allison Kuehn, Amy "Amis" Jenkins, Marvita Washington, Aimee Wright, Claire Unabia, Stacy-Ann Fequiere, Lauren Utter, Katarzyna Dolińska, Dominique Reighard              | Roma, Italia             |
| 11    | Statele Unite ale Americii 3. September 2008                            | Nigel Barker, Jay Alexander, Paulina Porizkova          | Brittany "McKey" Sullivan Samantha Potter Analeigh Tipton            | Brittany "ShaRaun" Brown, Nikeysha Clarke, Brittany Rubalcaba, Hannah White, Isis King, Clark Gilmer, Lauren Brie Harding, Joslyn Pennywell, Sheena Satana, Elina Ivanova, Marjorie Conrad                                           | Amsterdam, Olanda        |
| 12    | Statele Unite ale Americii 4. März 2009                                 | Nigel Barker, Jay Alexander, Paulina Porizkova          | Teyona Anderson Allison Harvard Aminat Ayinde                        | Kelly Marie "Isabella" Falk, Jessica Santiago, Nijah Harris, Kortnie Coles, Sandra Nyanchoka, Tahlia Brookins, Lauren "London" Levi, Natalie Pack, Felicia "Fo" Porter, Celia Ammerman                                               | São Paulo, Brazilia      |
| 13    | Statele Unite ale Americii 9. September 2009                            | Nigel Barker, Jay Alexander, Paulina Porizkova          | Nicole Fox Laura Kirkpatrick                                         | Amber DePace (schied freiwillig aus), Lisa Ramos, Rachel Echelberger, Courtney Davies, Lulu Braithwaite, Bianca Richardson, Ashley Howard, Kara Vincent, Ashley "Rae" Weisz, Brittany Markert, Sundai Love, Jennifer An, Erin Wagner | Maui, Hawaii             |
| 14    | Statele Unite ale Americii 10. März 2010                                | Nigel Barker, André Leon Talley, wechselnde GastComisie | Krista White Raina Hein                                              | Gabrielle Kniery, Naduah Rugley, Ren Vokes, Simone Lewis, Tatianna Kern, Brenda Arens, Anslee Payne-Franklin, Alasia Ballard, Jessica Serfaty, Angelea Preston, Alexandra Underwood                                                  | Auckland, Noua Zeelandă  |
| 15    | Statele Unite ale Americii 8. September 2010                            | Nigel Barker, André Leon Talley, wechselnde GastComisie | Ann Ward Chelsey Hersley                                             | Anamaria Mirdita, Terra White, Sara Blackamore, Rhianna Atwood, Lexie Tomchek, Kacey Leggett, Kendal Brown, Esther Petrack, Liz Williams, Chris White, Kayla Ferrel, Jane Randall                                                    | Veneția/Milano, Italia   |

- de când sunt 13. etape de atunci fiecare etapă are locul 3.